# Lijst van voetbalinterlands Angola - Comoren
Deze lijst van voetbalinterlands is een overzicht van alle officiële voetbalwedstrijden tussen de nationale teams van Angola en de Comoren. De landen speelden tot op heden drie keer tegen elkaar. De eerste ontmoeting, een groepswedstrijd tijdens de COSAFA Cup 2022, werd gespeeld in Durban (Zuid-Afrika) op 5 juli 2022. Het laatste duel, een halve finale van de COSAFA Cup 2024, vond plaats op 5 juli 2024 in Port Elizabeth (Zuid-Afrika).

## Wedstrijden
| № | Plaats         | Datum         | Competitie        | Wedstrijd        | Uitslag |
| - | -------------- | ------------- | ----------------- | ---------------- | ------- |
| 1 | Durban         | 5 juli 2022   | COSAFA Cup 2022   | Angola − Comoren | 3 − 1   |
| 2 | Marrakesh      | 25 maart 2024 | Vriendschappelijk | Comoren − Angola | 0 − 0   |
| 3 | Port Elizabeth | 5 juli 2024   | COSAFA Cup 2024   | Comoren − Angola | 1 − 2   |

## Samenvatting
| Competitie        | Totaal gespeeld | Winst Angola | Gelijk | Winst Comoren | Doelsaldo Angola – Comoren |
| ----------------- | --------------- | ------------ | ------ | ------------- | -------------------------- |
| COSAFA Cup        | 2               | 2            | 0      | 0             | 5 − 2                      |
| Vriendschappelijk | 1               | 0            | 1      | 0             | 0 − 0                      |
| Totaal            | 3               | 2            | 1      | 0             | 5 − 2                      |